# Tigny-Noyelle
Tigny-Noyelle är en kommun i departementet Pas-de-Calais i regionen Hauts-de-France i norra Frankrike. Kommunen ligger i kantonen Berck som tillhör arrondissementet Montreuil. År 2022 hade Tigny-Noyelle 168 invånare.

## Befolkningsutveckling
Antalet invånare i kommunen Tigny-Noyelle
| Referens: INSEE |